# Sebastián Pérez
Sebastian Pérez Cardona (Envigado, 29 maart 1993) is een Colombiaans voetballer die bij voorkeur als defensieve middenvelder speelt. Hij tekende in 2016 bij Boca Juniors, dat hem overnam van Atlético Nacional . Pérez debuteerde in 2016 in het Colombiaans voetbalelftal.

## Clubcarrière
Op 4 maart 2011 maakte Pérez zijn debuut in het eerste elftal van Atlético Nacional, als invaller in de competitiewedstrijd tegen Atlético Junior. In zijn debuutjaar speelde hij 33 competitieduels. In zes seizoenen maakte de middenvelder twee doelpunten in 121 competitieduels voor Atlético Nacional. In augustus 2016 werd hij verkocht aan Boca Juniors, dat 2,5 miljoen euro veil had voor de Colombiaans international. Op 25 september 2016 debuteerde Pérez in de Argentijnse Primera División tegen Quilmes AC.

## Interlandcarrière
Op 24 maart 2016 debuteerde Pérez voor Colombia, in een WK-kwalificatiewedstrijd tegen Bolivia. Hij startte in de basiself en werd na 62 minuten vervangen door Edwin Cardona, die in de blessuretijd het winnende doelpunt maakte. Vijf dagen later maakte Pérez zijn eerste interlandtreffer, tegen Ecuador.